# マイケル・D・ヒギンズ
マイケル・D・ヒギンズ（英語: Michael D. Higgins、アイルランド語: Mícheál D. Ó hUiginn、1941年4月18日 - ）は、アイルランドの政治家、詩人、社会学者、文筆家、放送人。同国第9代大統領（在任: 2011年11月11日 - ）。
大統領選挙に立候補するために労働党を離脱するまで、同党の総裁（党首とは異なる）を務めていた。2011年2月までゴルウェイ西選挙区選出の下院（ドイル・エアラン）議員であった。1993年から1997年まで芸術・文化・ゲール語大臣を務めた。

## 政治家としての経歴
ヒギンズはアイルランド国立大学ゴールウェイ校 (UCG) の成人学生だったときにフィアナ・フォイル党の党員となったが、すぐに労働党に鞍替えした。1969年と1973年の総選挙で労働党公認候補として立候補したが落選した。このときヒギンズのために選挙運動を行った一人に、当時UCGの学生で後に労働党の党首となったエイモン・ギルモアがいる。ヒギンズは1973年にリアム・コスグレイブ首相によって、上院（シャナズ・エアラン）議員に任命された。ヒギンズは1981年の総選挙で初めて下院（ドイル・エアラン）に当選し、1982年2月の総選挙でも再選された。同年11月の選挙で議席を失ったが、アイルランド国立大学選出議員として上院に復帰した。また、1982年から1983年と1991年から1992年の2期にわたってゴールウェイ市長を務めている。労働党においては、1980年代に連立政権のパートナーとなることに反対した議員の一人であった。
ヒギンズは1987年の総選挙で下院に当選すると、2011年まで議席を維持した。1993年には芸術・文化・ゲール語大臣として入閣を果たした。在任中に、ヒギンズは物議を醸していた放送法第31条（シン・フェイン党員とIRAメンバーに放送へのアクセスを制限する条項）を廃止し、休眠していたアイルランド映画庁を復活させ、アイルランド語専門テレビ局（現在のTG4）を開局した。2003年に労働党総裁の座をプロンシアス・デ・ロッサから引き継ぎ、また外交に関する労働党のスポークスマンを務めた。
2004年の大統領選でヒギンズは立候補の意向を示唆したが、労働党が候補者を立てないことを決定したため断念した。
2010年10月に、2011年2月の総選挙には立候補しないことを表明した。この頃までヒギンズはダブリン市内の質素な2DKのマンションで暮らしていた。
2011年10月27日の大統領選挙で当選、11月11日に就任。77歳で臨んだ2018年10月26日の大統領選挙では得票率55.8％で再選された。

## 政治家以外の活動
ヒギンズは人権活動家であり、ニカラグア、チリ、カンボジア、エルサルバドル、イラク、ソマリアなど世界各地の紛争について執筆している。2010年には、ガザ自由船団を擁護するスピーチを下院で行っている。1992年、世界各地での平和活動が認められ、ヘルシンキの国際平和ビューローが制定したショーン・マクブライド平和賞の最初の受賞者となった。ロナルド・レーガン政府における米国の外交政策については、明確に批判的な立場をとった。
高等教育はアイルランド国立大学ゴールウェイ校(UCG)に通った後、1967年、米国のインディアナ大学ブルーミントン校で社会学修士号を取得した。一時期、マンチェスター大学にも通っていた。UCGの政治学・社会学学部の講師、南イリノイ大学の客員教授を務めた後、政治家に専念するため大学職を辞した。アイルランド語に堪能な他、スペイン語を話せる。
政治家としての経歴のほかに、ヒギンズは詩人、文筆家、放送人でもある。観念論、文学における社会学、政治における依存国過信症など、幅広い分野にわたって政治および哲学の出版物に寄稿している。イギリスのチャンネル4において、モントセラトをテーマに『もうひとつのエメラルドの島』と題したテレビ映画の脚本とプレゼンターを務めた。また、RTÉでノエル・ブラウン（アイルランドの政治家）の生涯についてドキュメンタリーを制作している。詩人としては、さまざまな雑誌に作品を発表しているほか、『裏切り』（1990年）、『炎の季節』（2004年）、『不毛の季節』（2004年）の3冊の詩集を発表している。
ヒギンズはスポーツにも関心があり、毎夏ゴールウェイの競馬場に出かけるほか、リーグ・オブ・アイルランド（アイルランドのサッカー・リーグ）のゴールウェイ・ユナイテッドの総裁を務めている（名誉職）。
2014年4月5日、映画産業及びテレビ産業への貢献が評価されて、第11回アイルランド・アカデミー賞の名誉賞を受賞した。

## 家族
友人宅で開かれたホーム・パーティーで女優のサビナ・コインと出会い、1974年に結婚した。2人の間には3男1女の子供がいる。